# Neuseeländische Cricket-Nationalmannschaft in Bangladesch in der Saison 2021/22
Die Tour der neuseeländischen Cricket-Nationalmannschaft nach Bangladesch in der Saison 2021/22 fand vom 1. bis zum 10. September 2021 statt. Die internationale Cricket-Tour war Bestandteil der Internationalen Cricket-Saison 2021/22 und umfasste fünf Twenty20s. Bangladesch gewann die Serie mit 3–2.

## Vorgeschichte
Für beide Mannschaften ist es die erste Tour der Saison. Das letzte Aufeinandertreffen der beiden Mannschaften bei einer Tour fand in der Saison 2020/21 in Neuseeland statt.

## Stadien
Die folgenden Stadien wurden für die Tour als Austragungsort vorgesehen.
| Stadion                                | Stadt | Kapazität | Spiele      |
| -------------------------------------- | ----- | --------- | ----------- |
| Sher-e-Bangla National Cricket Stadium | Dhaka | 26.000    | 1. – 5. T20 |

## Kaderlisten
Neuseeland benannte seine Kader am 9. August 2021.
Bangladesch benannte seine Kader am 19. August 2021.
| Twenty20 | Twenty20 |
| Pakistan | Neuseeland |
| --- | --- |
| - Mahmudullah (K) - Nasum Ahmed - Taskin Ahmed - Liton Das (wk) - Mahedi Hasan - Nurul Hasan (wk) - Shakib Al Hasan - Afif Hossain - Mosaddek Hossain - Rubel Hossain - Shamim Hossain - Aminul Islam - Shoriful Islam - Taijul Islam - Mohammad Naim - Mushfiqur Rahim (wk) - Mustafizur Rahman - Mohammad Saifuddin - Soumya Sarkar | - Tom Latham (K, wk) - Finn Allen - Hamish Bennett - Tom Blundell (wk) - Doug Bracewell - Colin de Grandhomme - Jacob Duffy - Matt Henry - Scott Kuggeleijn - Cole McConchie - Henry Nicholls - Ajaz Patel - Rachin Ravindra - Ben Sears - Blair Tickner - Will Young |

## Twenty20 Internationals

### Erstes Twenty20 in Dhaka
| 1. September Scorecard | Dhaka | Neuseeland 60 (16.5)              | – | Bangladesch 62-3 (15) |
|                        |       | Bangladesch gewinnt mit 7 Wickets |   |                       |

Neuseeland gewann den Münzwurf und entschied sich als Schlagmannschaft zu beginnen. Als Spieler des Spiels wurde Shakib Al Hasan ausgezeichnet.

### Zweites Twenty20 in Dhaka
| 3. September Scorecard | Dhaka | Bangladesch 141-6 (20)         | – | Neuseeland 137-5 (20) |
|                        |       | Bangladesch gewinnt mit 4 Runs |   |                       |

Bangladesch gewann den Münzwurf und entschied sich als Schlagmannschaft zu beginnen. Als Spieler des Spiels wurde Mahmudullah ausgezeichnet.

### Drittes Twenty20 in Dhaka
| 4. September Scorecard | Dhaka | Neuseeland 128-5 (20)          | – | Bangladesch 76 (19.4) |
|                        |       | Neuseeland gewinnt mit 52 Runs |   |                       |

Neuseeland gewann den Münzwurf und entschied sich als Schlagmannschaft zu beginnen. Als Spieler des Spiels wurde Ajaz Patel ausgezeichnet.

### Viertes Twenty20 in Dhaka
| 8. September Scorecard | Dhaka | Neuseeland 93 (19.3)              | – | Bangladesch 96-4 (19.1) |
|                        |       | Bangladesch gewinnt mit 6 Wickets |   |                         |

Neuseeland gewann den Münzwurf und entschied sich als Schlagmannschaft zu beginnen. Als Spieler des Spiels wurde Nasum Ahmed ausgezeichnet.

### Fünftes Twenty20 in Dhaka
| 10. September Scorecard | Dhaka | Neuseeland 161-5 (20)          | – | Bangladesch 134-8 (20) |
|                         |       | Neuseeland gewinnt mit 27 Runs |   |                        |

Neuseeland gewann den Münzwurf und entschied sich als Schlagmannschaft zu beginnen. Als Spieler des Spiels wurde Tom Latham ausgezeichnet.

## Auszeichnungen

### Player of the Series
Als Player of the Series wurden der folgende Spieler ausgezeichnet.
| Serie   | Player of the Series |
| ------- | -------------------- |
| Tweny20 | Nasum Ahmed          |

### Player of the Match
Als Player of the Match wurden die folgenden Spieler ausgezeichnet.
| Spiel       | Player of the Match |
| ----------- | ------------------- |
| 1. Twenty20 | Shakib Al Hasan     |
| 2. Twenty20 | Mahmudullah         |
| 3. Twenty20 | Ajaz Patel          |
| 4. Twenty20 | Nasum Ahmed         |
| 5. Twenty20 | Tom Latham          |